# Cycloramphus ohausi
Cycloramphus ohausi är en groddjursart som först beskrevs av Benno Wandolleck 1907.  Cycloramphus ohausi ingår i släktet Cycloramphus och familjen Cycloramphidae. IUCN kategoriserar arten globalt som otillräckligt studerad. Inga underarter finns listade i Catalogue of Life.